# Pomnik Serca Bożego w Tarnobrzegu
Pomnik Serca Bożego w Tarnobrzegu – figura powstała w 1997 r. Przedstawia postać Jezusa błogosławiącego ludzi. Inicjatorem powstania w tym miejscu figury był proboszcz parafii Matki Bożej Nieustającej Pomocy - ks. Michał Józefczyk.
Pomnik znajduje się przy ulicy: ulicy Zwierzynieckiej, na placu między blokami znajdującymi się przy ulicy Jana Matejki i Bolesława Prusa.